# 서산 보원사지 당간지주
서산 보원사지 당간지주(瑞山 普願寺址 幢竿支柱)는 대한민국 충청남도 서산시에 위치한 보원사지에 있는 신라의 당간지주이다. 1963년 1월 21일 대한민국의 보물 제103호로 지정되었다.

## 개요
절에서는 기도나 법회 등의 의식이 있을 때, 절 입구에 당(幢)이라는 깃발을 달아두는데, 이 깃발을 달아두는 장대를 당간(幢竿)이라 하며, 당간을 양쪽에서 지탱해 주는 두 돌기둥을 당간지주라고 한다.
이곳은 옛 절터로, 지금은 주변이 모두 경작지로 변하였는데, 땅을 갈 때 가끔 기와조각이 발견되고 있다. 지주는 절터 동쪽에 있으며, 70cm정도 간격을 두고 마주 서 있다. 안쪽면에는 아무런 장식이 없으나, 바깥면에는 가장자리를 따라 넓은 띠를 새겼다. 기둥의 윗부분은 안쪽에서 바깥쪽으로 모를 둥글게 깎아 놓은 형태이고, 아래로 내려올수록 폭이 약간 넓어져 안정감이 느껴진다. 지주의 마주보는 안쪽에는 꼭대기에 네모난 홈을 중앙에 팠고, 아래부분에도 네모난 구멍을 뚫어 당간을 고정시키도록 하였다. 당간을 받치던 받침돌은 직사각형으로 2단이며, 윗면의 중앙에는 당간을 끼우기 위한 둥근 구멍이 파여져 있다.
양식과 조각수법이 화려하고 장식적이며 발달된 모습이어서, 통일신라시대의 작품으로 보인다. 주변의 유물들이 통일신라 말에서 고려 초에 걸쳐 만들어진 것으로 이를 뒷받침해주고 있다.

## 사진

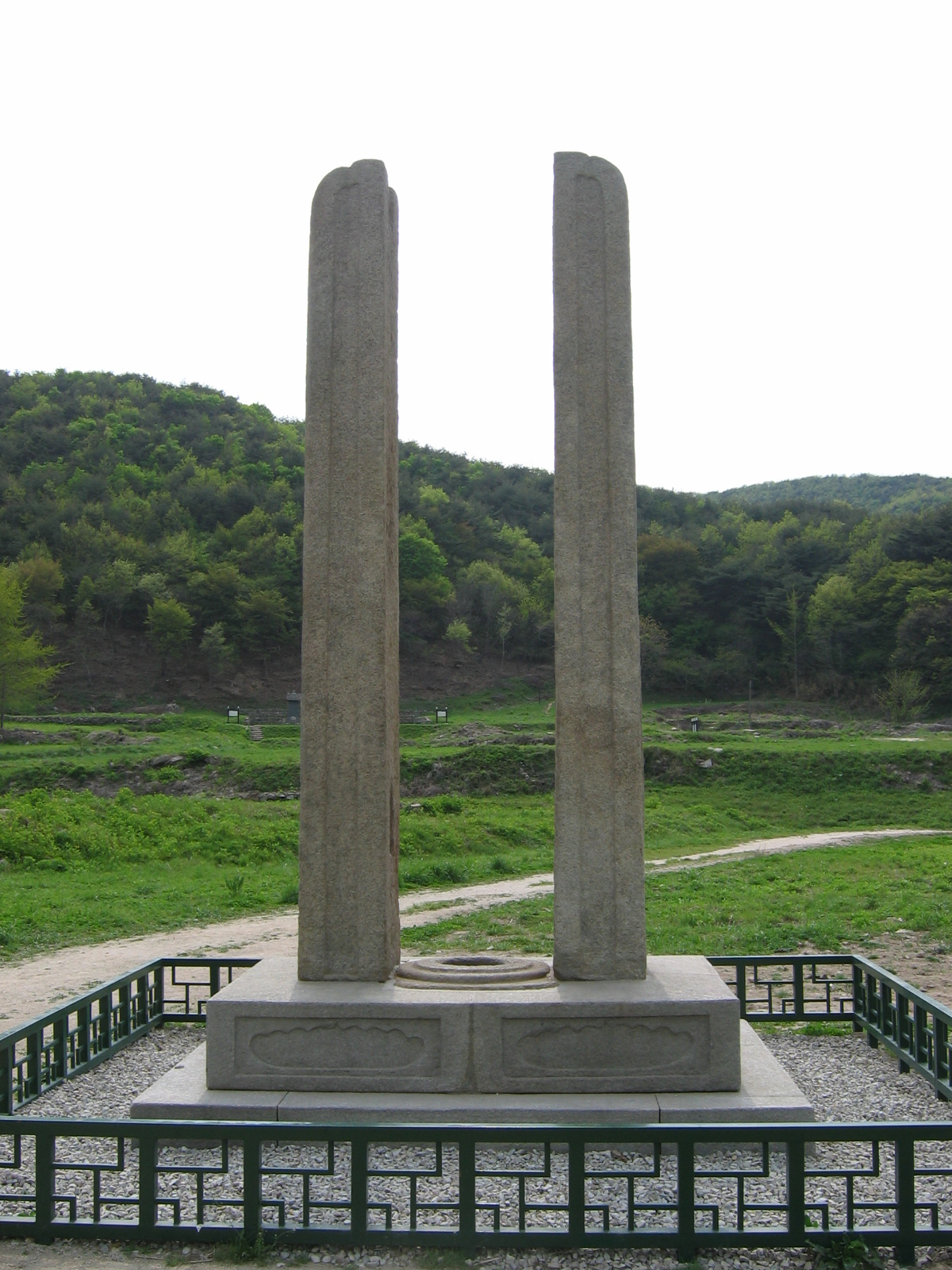

## 현지 안내문
당간을 지탱하기 위해 세운 석조물이다. 당간은 절 앞에 세워 부처나 보살의 위엄과 공덕을 표시하고, 사악한 것을 내쫓는 의미를 가진 당이라는 깃발을 다는 깃대이다. 양식으로 보아 통일신라시대에 만들어진 것으로 추정되며, 원래의 위치에 놓여 있다. 마주보고 있는 두 지주의 안쪽에는 아무런 장식이 없으며, 바깥쪽에는 양측 가장자리를 따라 돌대가 돋을새김되어 있다. 기단부가 없어진 것을 화강암으로 새로 보강하였는데, 주위에 흩어져 있는 여러 가지 석재들로 보아 원래는 직사각형의 기단부가 있었던 것으로 보인다.

## 같이 보기
- 보원사지